# Where I'm Coming From
Albums de Stevie Wonder
Signed, Sealed and Delivered
(1970) Music of My Mind
(1972)
Where I'm Coming From est le 13e album studio réalisé par Stevie Wonder. Il est sorti le 12 avril 1971 sur le label Motown Records. Les chansons ont été écrites avec Syreeta Wright, sa première femme. C'est le premier album pour lequel Stevie Wonder a le plein contrôle artistique, et le dernier produit sous son premier contrat avec Motown.

## Liste des morceaux
| 1. | Look Around                 | 2:45 |
| 2. | Do Yourself a Favor         | 6:10 |
| 3. | Think of Me as Your Soldier | 3:37 |
| 4. | Something Out of the Blue   | 2:59 |
| 5. | If You Really Love Me       | 3:00 |

| 1. | I Wanna Talk to You                 | 5:18 |
| 2. | Take Up a Course in Happiness       | 3:11 |
| 3. | Never Dreamed You'd Leave In Summer | 2:53 |
| 4. | Sunshine in Their Eyes              | 6:58 |